# Jim Tunney
James C. Tunney (25 décembre 1924 - 16 janvier 2002) est un homme politique irlandais du Fianna Fáil.

## Jeunesse
Il est né le 25 décembre 1924 à Finglas, Dublin, le quatrième enfant des trois fils et cinq filles de James Tunney, agriculteur et député du parti travailliste, et de M. Ellen Tunney (née Grimes), tous deux originaires de l'extérieur de Westport. Comté de Mayo. Il fait ses études à la CBS de Saint-Vincent à Glasnevin.
Il travaille au ministère de l'Agriculture de 1943 à 1955 et c'est au cours de cette période qu'il étudie à temps partiel à l'University College de Dublin, où il obtient un baccalauréat en art dramatique, en anglais et en irlandais avant d'étudier pour un diplôme de troisième cycle en irlandais. De 1955 à 1962, il enseigne l'art dramatique dans les VEC de Lucan, Balbriggan et Garretstown, avant d'être nommé directeur du Blanchardstown VEC en 1962.
Habillé de couleurs vives, cela lui vaut le surnom de « la rose jaune de Finglas », il est parfois perçu comme pompeux, une perception peut-être imputable à son expérience d'acteur, qui lui a valu une audition pour l'Abbey Theatre de Dublin.

## Politique
En 1963, il rejoint le Fianna Fáil et se présente pour le parti aux élections générales de 1965, mais n'est pas élu. Il est élu au Dáil Éireann en tant que député Fianna Fáil pour la circonscription de Dublin Nord-Ouest aux élections générales de 1969. Il reste jusqu'aux élections générales de 1992, après avoir été député pour Dublin Finglas de 1977 à 1981, lorsque les circonscriptions de Dublin sont reconfigurées en trois sièges, avant d'être réélu pour Dublin Nord-Ouest en 1981.
Durant cette période, il est secrétaire parlementaire du ministre de l'Éducation (après 1978, ministre d'État au ministère de l'Éducation) dans trois gouvernements. Il est Leas-Cheann Comhairle du Dáil Éireann de 1981 à 1982 et de 1987 à 1993. Il est également président du Fianna Fáil pendant dix ans. Il est membre du conseil municipal de Dublin et lord-maire de Dublin de 1984 à 1985,.